# Negociando gasolina
Negociando gasolina es el quinto álbum del grupo español La Fuga.

## Lista de canciones
1. Buscando en la basura - 3:30
2. El manual - 3:46
3. Mendigo - 3:25
4. Baja por diversión (con El Drogas) - 3:40
5. Las olas - 3:46
6. Gigante - 3:16
7. Amor de contenedor - 3:40
8. Abril - 4:00
9. Al amanecer - 4:00
10. Luna de miel - 3:56
11. Heroína (Pista propina) - 4:16

- Datos: Q9049131